# Karl Fritz (Bischof)

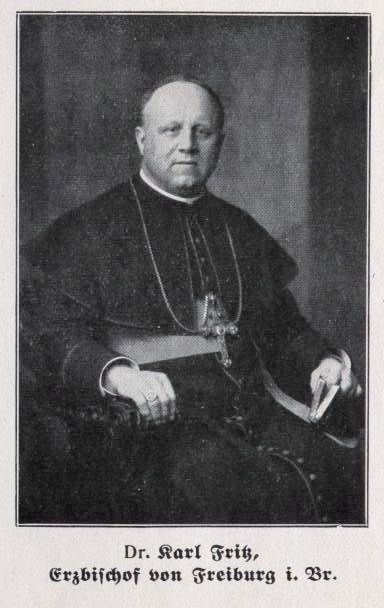
Erzbischof Dr. Karl Fritz, 1922

Karl Fritz, auch Carl Fritz (* 20. August 1864 in Adelhausen; † 7. Dezember 1931 in Freiburg im Breisgau), war vom 28. Oktober 1920 bis zu seinem Tod Erzbischof von Freiburg.

## Leben

Wappen von Erzbischof Karl Fritz

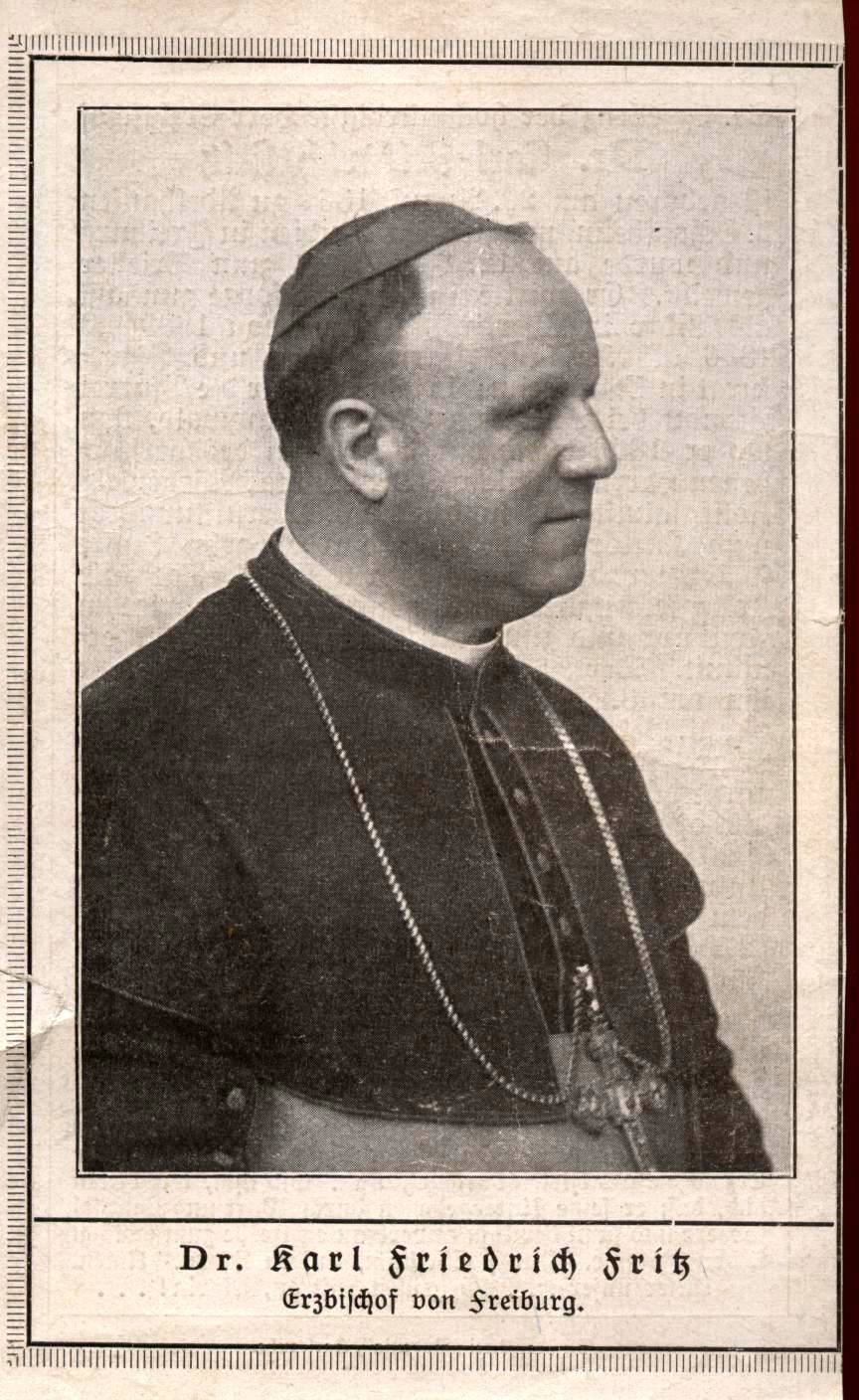
Erzbischof Dr. Karl Fritz, Erinnerungsbildchen von der Inthronisation, 1920

Karl Fritz wuchs ab 1873 in Pfaffenberg auf und absolvierte seine theologischen Studien in Freiburg im Breisgau. Dort wurde er Mitglied der K.D.St.V. Arminia Freiburg im Breisgau im CV. Er empfing am 12. Juli 1888 die Priesterweihe in Freiburg im Breisgau. Vor seiner Bischofsernennung war Karl Fritz Domkapitular in Freiburg. Im Jahr 1913 wurde er außerdem als Ehrenmitglied in die KDStV Hercynia Freiburg im Breisgau aufgenommen.
Am 12. Oktober 1920 wurde seine Wahl zum Erzbischof von Freiburg von Papst Benedikt XV. bestätigt. Die Bischofsweihe spendete ihm am 28. Oktober desselben Jahres der Bischof von Rottenburg, Paul Wilhelm von Keppler; Mitkonsekratoren waren Friedrich Justus Knecht, Weihbischof in Freiburg, und Joseph Damian Schmitt, Bischof von Fulda. 1921 berief Fritz eine Diözesansynode ein, deren Ziel die Neubelebung des kirchlichen Lebens nach dem Ersten Weltkrieg war. Weitere Akzente setzte er unter anderem in der Caritasarbeit und der Kindergartenpädagogik.

## Hirtenbriefe
- Hirtenbrief ... an die Gläubigen seiner Erzdiözese beim Beginn der heiligen Fastenzeit 1921, OCLC 315116786
- Hirtenbrief zur Fastenzeit 1925, Freiburg i. Br., 1925, OCLC 315116871
- Hirtenschreiben über die kirchliche Musik vom 16. Dezember 1929: für Chordirigenten und Organisten, Freiburg i. Br., 1929
- Ein ernstes Bischofswort zu den gemischten Ehen: Hirtenschreiben des Herrn Erzbischofs von Freiburg Carl Fritz vom 5. März 1930, Freiburg i. Br.: Erzbischöfl. Missionsinst., 1930, OCLC 699862495